# Leiobunum religiosum
Leiobunum religiosum is een hooiwagen uit de familie Sclerosomatidae.
De soort komt van oorsprong voor in het grensgebied van Frankrijk en Italië in de Alpen. Sinds 2007 is de soort ook aangetroffen in Duitsland bij Koblenz en Luxemburg. Het gaat waarschijnlijk om afstammelingen van door de mens verplaatste dieren, maar het is ook mogelijk dat de soort zich in noordelijke richting heeft uitgebreid. De vondst in 2012 van enkele exemplaren op een dijk van de Maasvlakte duidt vrijwel zeker op menselijke verplaatsing.